# Ninoe digitatissima
Ninoe digitatissima är en ringmaskart som beskrevs av Augener 1918. Ninoe digitatissima ingår i släktet Ninoe och familjen Lumbrineridae. Inga underarter finns listade i Catalogue of Life.